# Peter Tatsuo Doi
Peter Tatsuo Doi (jap. 土井 辰雄 Doi Tatsuo; ur. 22 grudnia 1892 w Sendai, zm. 21 lutego 1970 w Tokio) – japoński duchowny katolicki, kardynał, arcybiskup Tokio.

## Życiorys
Święcenia kapłańskie przyjął 1 maja 1921 r. w Sendai. Po ich przyjęciu podjął pracę duszpasterską w diecezji Sendai w latach 1921-1934. Od 1934 r. pełnił funkcję sekretarza delegatury apostolskiej w Japonii. 2 grudnia 1937 r. otrzymał nominację na arcybiskupa Tokio. Sakrę biskupią przyjął 13 lutego 1938 r. w Tokio z rąk abp. Jean-Baptiste Alexis Chambon, biskupa Jokohamy, przy asyście bp. Paul Aijirō Yamaguchi, biskupa Nagasaki i bp. Marie-Joseph Lemieux, biskupa Sendai.
14 lipca 1956 mianowany asystentem Papieskiego Tronu. Na konsystorzu 28 marca 1960 r. papież Jan XXIII wyniósł go do godności kardynalskiej z tytułem kardynała prezbitera Sant Antonio da Padova in Via Merulana. Brał udział w obradach Soboru Watykańskiego II w latach 1962-1965. Uczestnik konklawe z 1963 r., które wybrało na papieża Pawła VI. Był pierwszym kardynałem pochodzącym z Japonii. Zmarł 21 lutego 1970 r. w Tokio. Pochowano go w archikatedrze metropolitalnej w Tokio.